# Vĩnh Trường (An Giang)
Vĩnh Trường is een xã in het district An Phú, een van de districten in de Vietnamese provincie An Giang in de Mekong-delta. Vĩnh Trường ligt op een riviereiland in de Hậu.